# Juan Ramón Curbelo
Juan Ramón Curbelo Garis (ur. 2 maja 1979 w Montevideo) – urugwajski piłkarz grający na pozycji pomocnika.

## Kariera klubowa
Curbelo rozpoczął karierę w 2001 w Féniksie Montevideo. Grał w tym klubie do 2003. W 2004 wraz z bratem, Jorge Curbelo, trafił do Standardu Liège. W 2005 przeszedł do Nacionalu Montevideo, z którym zdobył mistrzostwo kraju. W 2006 reprezentował Danubio FC. W styczniu 2007 został zawodnikiem River Plate Montevideo, z kolei w 2008 trafił do Indios de Ciudad Juárez. W sierpniu 2011 podpisał kontrakt z Montevideo Wanderers. Rok później wrócił do Nacionalu. 2 sierpnia 2013 Curbelo podpisał kontrakt z CA Cerro. W klubie tym zadebiutował 18 sierpnia 2013 w pierwszej kolejce Primera División Uruguaya 2013/2014.

## Kariera reprezentacyjna
Curbelo rozegrał 3 mecze dla reprezentacji Urugwaju.

## Życie prywatne
Jego bratem jest Jorge Curbelo, a bratem przyrodnim – Daniel Fonseca.